# Agrilus conspersus
Agrilus conspersus (лат.) — вид узкотелых жуков-златок.

## Распространение
Китай (Yunnan).

## Описание
Длина узкого тела взрослых насекомых (имаго) 5,2—6,1 мм. Отличаются мелкими размерами, одноцветной чёрной окраской, полным опушением надкрылий (без пятен или отметин-залысин), средними размерами глаз. Близок к виду Agrilus plagiatus. Переднегрудь с воротничком. Боковой край переднеспинки цельный, гладкий. Глаза почти соприкасаются с переднеспинкой. Личинки предположительно развиваются на различных лиственных деревьях. Встречены с мая по июнь на высотах от 1800 до 2000 м. Вид был впервые описан в ходе ревизии, проведённой в 2011 году канадскими колеоптерологами Эдвардом Йендеком (Eduard Jendek) и Василием Гребенниковым (Оттава, Канада).